# Makram Ebeyd
Makram ʿEbeyd Pascià (in arabo مكرم عبيد‎?, Makram ʿUbayd, traslitterato anche Ebeid; Qena, 1889 – Il Cairo, 1961) è stato un politico egiziano di cultura copta.
ʿEbeyd fu Segretario Generale del partito Wafd tra il 1936 e il 1942, nonché ministro delle Finanze. 
ʿEbeyd lasciò il Wafd dopo un duro contrasto col suo vecchio amico (e all'epoca Primo ministro e capo del Wafd), Mustafa al-Nahhas Pascià. La causa del dissenso era profonda. Lo scaltro sessantaseienne al-Nahhas voleva concentrare solo nelle sue proprie mani tutto il potere dell'esecutivo, per meglio guidare il Paese nel periodo carico di tensioni che precedeva lo scoppio della Seconda guerra mondiale. Così avocò a sé alcuni poteri di ʿEbeyd e si mormorò che ciò avvenisse per la deleteria influenza esercitata su al-Nahhas dall'assai più giovane moglie, Zaynab al-Wakil, di 30 anni più giovane di lui. 
ʿEbeyd, offeso e indispettito per l'ottimo lavoro da lui svolto in veste di ministro delle Finanze, si dimise allora dal partito Wafd.